# Califur

Califur es una convención furry anual del sur de California, que reemplazó a Confurence. Califur es organizada por FENEC Adventures.

## Orígenes de FENEC y Califur
FENEC ("Furries Enjoying the Natural Environments of California") fue fundado por Robert "Alohawolf" Johnson Jr., Dawn Britt, y Dennis Carr con la idea de hacer un campamento furry. Mientras volvían a su casa del encuentro FurBQ, Dawn le comenta a Dennis y su esposa, Karmin, sobre la falta de otros campamentos como Feral! en el sur de California. Dennis señaló esto mientras chateaba en la red IRC Furnet, y Robert estuvo al mando desde ese momento.
Mientras el campamento era planeado, personal adicional como Zsanene "Zee" Stevens, Tank "Trapa" Winters, Andrew "Drew kitty" Clark y los cofundadores de ConFurence, Mark Merlino y Rod O'Riley, fue incluido. Con el fin de ConFurence en el 2003, Mark y Robert expresaron su deseo de organizar una convención regional en el sur de California. La decisión fue tomada a principios del otoño del 2003 para organizar una tradicional convención realizada en un hotel, para reemplazar a ConFurence 2003 por Califur 0 el año siguiente.

## Califur a través de los años
Califur 0 tuvo lugar del 28 al 30 de mayo de 2004 en el Hotel Atrium en Irvine, California. Aunque las expectativas respecto a la asistencia fue modesta, la convención fue asistida por 328 personas, casi cinco veces más que Confurence 0.
Entre el 2004 y el 2005, hubo varios cambios en el personal, pero se obtuvo un gran aumento en la registración de habitaciones y la asistencia. Los líderes ejecutivos de la convención sintieron que la asistencia iba a seguir aumentando, debido a un crecimiento en el furry fandom. 
Califur 1 ocurrió entre el 20 al 22 de mayo de 2005 y fueron 383 personas, un 15% más que el año anterior.
Después del 2005, hubo unos cambios menores en el personal, Zsanene "TigerEyes" Stevens fue seleccionado por la FENEC para reemplazar al fundador de Califur, Robert "Alohawolf" Johnson Jr. como el nuevo presidente.
Califur 2 fue organizada desde el 5 al 7 de mayo de 2006, con una asistencia de 434 personas en el hotel "The Holiday Inn" en Costa Mesa, California.
Califur 3 está planeada para el 4 al 6 de mayo de 2007 en el mismo lugar que Califur 1 y 2. El tema para el 2007 es "Our Favorite Furry Villains" ("Nuestros Villanos Furry Favoritos")(Scar, Professor Ratigan, Don Karnage, Jack Salem, Bun Bun, y muchos otros más). El Artista Invitado de Honor será Balaa, y el Músico Invitado de Honor será Marc Gunn (creador de "Irish Drinking Songs for Cat Lovers").